# Göran Abrahamsson
Karl Göran Abrahamsson, född 19 september 1931 i Göteborg, död där 6 mars 2018, var en svensk fäktare. Han tävlade för Göteborgs FK.
Abrahamsson tävlade i både florett och värja för Sverige vid olympiska sommarspelen 1960 i Rom. Vid olympiska sommarspelen 1964 i Tokyo slutade han på nionde plats i värja. I lagtävlingen i värja var han med i Sveriges lag som slutade på fjärde plats efter förlust i bronsmatchen mot Frankrike.
Abrahamsson deltog vid världsmästerskapen i fäktning 1957–1965 med en femteplats 1963 och en sjätteplats 1961 som bästa individuella placeringar. I lagtävlan tog han brons 1961 och silver 1962.
Abrahamsson vann SM-guld i florett 1961, 1962, 1964, 1965 och 1971. Han vann även SM-guld i värja 1971.
1974 tillträdde Abrahamsson som ordförande i Göteborgs FK, en position han hade fram till år 2000. 1980 blev han invald i Svenska Fäktförbundets styrelse och var vice ordförande i förbundet 1988–2001. 1997 tog han silver på Veteran-VM i Kapstaden och två år senare brons på Veteran-VM i La Chaux-de-Fonds. Abrahamsson verkade även som internationell domare och dömde flera finaler i olympiska spel och världsmästerskap.